# Mustela nivalis allegheniensis
Mustela nivalis allegheniensis es una subespecie de  mamíferos carnívoros  de la familia Mustelidae subfamilia Mustelinae.

## Distribución geográfica
Se encuentra al oeste de Virginia (los Estados Unidos): los Apalaches.